# Kanton Valensole
Der Kanton Valensole ist ein französischer Wahlkreis im Département Alpes-de-Haute-Provence in der Region Provence-Alpes-Côte d’Azur. Er umfasst neun Gemeinden im Arrondissement Forcalquier und eine im Arrondissement Digne-les-Bains.

## Gemeinden
Der Kanton besteht aus zehn Gemeinden mit insgesamt 9082 Einwohnern (Stand: 1. Januar 2022) auf einer Gesamtfläche von 398,86 km²:
| Gemeinde                | Einwohner 1. Januar 2022 | Fläche km² | Dichte Einw./km² | Code INSEE | Postleitzahl | Arrondissement  |
| ----------------------- | ------------------------ | ---------- | ---------------- | ---------- | ------------ | --------------- |
| Allemagne-en-Provence   | 539                      | 32,99      | 16               | 04004      | 04550        | Forcalquier     |
| Brunet                  | 293                      | 28,47      | 10               | 04035      | 04210        | Forcalquier     |
| Esparron-de-Verdon      | 382                      | 34,20      | 11               | 04081      | 04550        | Forcalquier     |
| Gréoux-les-Bains        | 3.088                    | 69,46      | 44               | 04094      | 04800        | Forcalquier     |
| Montagnac-Montpezat     | 405                      | 34,18      | 12               | 04124      | 04500        | Forcalquier     |
| Quinson                 | 388                      | 28,11      | 14               | 04158      | 04500        | Forcalquier     |
| Sainte-Croix-du-Verdon  | 115                      | 13,70      | 8                | 04176      | 04500        | Digne-les-Bains |
| Saint-Laurent-du-Verdon | 89                       | 8,89       | 10               | 04186      | 04500        | Forcalquier     |
| Saint-Martin-de-Brômes  | 632                      | 21,09      | 30               | 04189      | 04800        | Forcalquier     |
| Valensole               | 3.151                    | 127,77     | 25               | 04230      | 04210        | Forcalquier     |
| Kanton Valensole        | 9.082                    | 398,86     | 23               | 0415       | –            | –               |

Bis zur Neuordnung gehörten zum Kanton Valensole die vier Gemeinden Brunet, Gréoux-les-Bains, Saint-Martin-de-Brômes und Valensole. Sein Zuschnitt entsprach einer Fläche von 246,79 km2. Er besaß vor 2015 den INSEE-Code 0429.

## Politik
| Vertreter im Départementsrat | Vertreter im Départementsrat                    | Vertreter im Départementsrat |
| Amtszeit                     | Namen                                           | Partei                       |
| ---------------------------- | ----------------------------------------------- | ---------------------------- |
| 2004–2015                    | Maurice Chaspoul                                | PS                           |
| 2015–2021                    | Nathalie Ponce-Gassier Jean-Christophe Petrigny | PS                           |